# Fanny Colonna
Fanny Colonna, née Reynaud le 29 août 1934 à Theniet El Had (Algérie) et décédée le 17 novembre 2014 à Paris, est une sociologue et anthropologue franco-algérienne.

## Biographie
Fanny Reynaud est née d'un père fonctionnaire français en poste en Algérie. Elle a vécu dans ce pays jusqu'en 1993. Elle a mené des recherches d'ordre anthropologique dans la région des Aurès entre 1970 et 1980. Elle a été professeure à l'université Mouloud Mammeri de Tizi Ouzou et était directrice de recherche honoraire au CNRS,.
Elle est la mère de l'essayiste et romancier Vincent Colonna.

## Publications
- 1975, Instituteurs algériens 1883-1939, Rappel, Presses de la fondation nationale des sciences politiques,  (ISBN 9782724603330).

- 1987-1988, Aurès/Algérie, 1935-1936 : photographies de Thérèse Rivière suivi de Elle a passé tant d'heures, Alger, Office des Publications Universitaires d'Alger, 214 p.  (ISBN 2-7351-0127-4).

- 1994, Aurès, Algérie 1954 : les fruits verts d'une révolution, Paris, Autrement,  (ISBN 9782862605012).

- 1995, Les Versets de l’invincibilité, Paris, Presses de la Fondation nationale des sciences politiques,  (ISBN 9782724606751), réédition en Algérie, Azur-Editions, Chémini, 2006.
- 2004, Récits de la province égyptienne. Une ethnographie Sud/Sud, Arles, Actes Sud Sindbad,  (ISBN 9782742743605).
- 2010 (avec Loïc Le Pape), Traces, désir de savoir et volonté d’être, Arles, Actes Sud Sindbad/EHESS,  (ISBN 9782742791323).
- 2010, Le Meunier, les moines et le bandit, Arles, Actes Sud Sindbad,  (ISBN 9782742785834).
- 2015, La Vie ailleurs. Des Arabes en Corse au XIXe siècle, préface de Loïc Le Pape, Arles, Actes Sud Sindbad,  (ISBN 9782330048228).